# Ectotherm
Ectotherm er betegnelsen for dyr, der primært får deres varme fra miljøet omkring dem som fx krokodiller. De tilpasser sig i stedet omgivelsernes temperatur og behøver derfor ikke bruge samme mængde energi som vi pattedyr (endothermer) for at opretholde en konstant kropstemperatur. Derfor har ectotherme dyr generelt en lavere metabolisk rate end endothermer.     Mange arter vælger at opsøge eksterne varmekilder eller fly varme; for eksempel regulerer mange krybdyr deres kropstemperatur ved at slappe af i solen eller søge skygge. når det er nødvendigt. Hertil kommer en lang række andre adfærdsmæssige termoreguleringsmekanismer. I modsætning til ectothermer er endotermer stort set afhængige af varme fra indre metaboliske processer.